# 湯毛
湯毛（ゆげ）は、日本の歌い手、ゲーム実況者、YouTuberである。
ゲーム実況者わくわくバンドにおいてボーカル・ギターを担当している。イメージカラーは赤。本名は、安井威（やすいたけし）。

## 略歴・人物
大阪府出身。近畿大学理工学部情報学科卒業。
地元・大阪の日本橋でアニメソングの弾き語り歌手として活動していた。その様子を動画として投稿したのが動画投稿者として初めての活動であるその後、ゲーム実況を行うようになった。歌手として様々な音楽作品に参加している。アニソンやGLAYに影響を受けている。高校生の頃、郵便局のバイトをしていた。また、大学生の頃は551で肉まんを包むバイトをしていた。また実家は、焼肉屋を営んでいる。
2011年7月、4人グループ「チーム湯豆腐」として活動を開始した。メンバーは湯毛のほか、towaco、牛沢、フルコンからなる。

## 作品

### ソロ
- 秋葉工房presents 歌ってみたコレクション（2011年9月21日）
- うたってみたベストセレクション（2012年3月7日）

### 参加作品
- 10 SUMMERS（2009年8月15日）
- ニコニ紅白～みんなで楽しく遊んじゃいました～（2009年12月9日）
- メガ電波アニソン100連発 第8弾～灼熱編～（2010年7月7日）
- ニコニ甲子園～みんな野球好きか!?～（2010年7月21日）
- 東方合体ゲンソウオー弐式（2010年8月14日）
- 歌ってみた歌合戦！！（2010年12月1日）
- ニコニコ大会議2010-11全国ツアー～ありがとう100万人～（2011年5月25日）
- SUPER VOCALO BEAT（2011年6月1日）
- EXIT TUNES PRESENTS SEKIHAN the GOLD（2011年8月3日）
- 東方合体ゲンソウオー弐式（2011年8月13日）
- KOV オリジナルドラマCD ACUTE（2011年8月19日）
- Herosyndrome Edition Blue（2011年12月）
- ナカノヒトゲノム【歌唱中】02（2019年10月2日）